# Star Fox Zero
Star Fox Zero (スターフォックス ゼロ, Sutā Fokkusu Zero) é um jogo eletrônico 3D scrolling de tiro desenvolvido pela Nintendo Entertainment Planning & Development e PlatinumGames para o Wii U. O sexto título da série Star Fox, Star Fox Zero foi dito pelo líder de produção e diretor de supervisão Shigeru Miyamoto como não sendo uma prequela nem um remake rigoroso de Star Fox 64, enquanto a Nintendo, mais tarde, reiterou que ele não era um prequela, enquanto também afirmou que também não era uma sequela. Um jogo de Tower Defense independente, Star Fox Guard, vem junto com o Star Fox Zero como um disco separado inicialmente em Zero e mais tarde como código de download digital. Depois de um atraso em novembro de 2015, o jogo foi lançado mundialmente em abril de 2016.

## Jogabilidade
Star Fox Zero segue em grande parte a jogabilidade de seus jogos anteriores principalmente Star Fox 64, os jogadores controlam Fox McCloud enquanto ele pilota sua nave Arwing em vários níveis. O jogo é controlado usando o Wii U GamePad , como manípulo de controle esquerdo usado para manobrar a nave, enquanto os controles giroscópicos podem ser usados para mirar as armas. Uma visão da cabine é exibida na segunda tela para auxiliar na mira.
Alguns das naves do jogo podem se transformar em certas situações. Por exemplo, o Arwing pode se transformar no Walker que se originou no jogo Super NES Star Fox 2, que permite ao jogador andar livremente em plataformas e em espaços fechados. O tanque Landmaster pode se transformar no Gravmaster, que pode realizar manobras aéreas estendidas por um curto período de tempo. Um novo veículo introduzido na série é o Gyrowing, um helicóptero semelhante a um drone que pode virar um pequeno robô chamado Direct-i que pode entrar em pequenos espaços, invadir computadores ou travar em cubos explosivos que podem então ser lançados sobre os inimigos.
Vários elementos retornam de jogos anteriores, incluindo os companheiros de equipe da Fox, Falco, Peppy e Slippy , que podem ajudar o jogador se protegê-los de ataques inimigos, bem como os rivais da equipe Star Wolf, Wolf O'Donnell, Leon Powalski, Pigma Dengar e Andrew Oikonny. Vários locais de nível também retornaram, incluindo Corneria, Zoness e Titania, enquanto dois novos locais, Setor Alfa e Área 3, foram adicionados. Os jogadores podem escanear as estatuetas de Fox e Falco Amiibo para desbloquear o Retro Arwing, que é baseado no modelo usado no jogo Star Fox original e o Black Arwing, que exibe um esquema de cores preto e vermelho, é mais forte e rápido, mas leva mais danos.